# توماس في
توماس في هو سياسي أمريكي، ولد في 6 يناير 1931 في نيو كاسل في الولايات المتحدة، وتوفي في 7 أغسطس 2013. نشط حزبياً في الحزب الديمقراطي. وقد انتخب عضو مجلس نواب بنسيلفانيا ‏.